# Anton Dominik von Fernkorn
Anton Dominik von Fernkorn, noto in Italia come Antonio Fernkorn (Erfurt, 17 marzo 1813 – Vienna, 15 novembre 1878), è stato uno scultore e fonditore austriaco.
Operaio di officine industriali e militare dell'esercito prussiano, si dedicò all'arte della scultura senza potere avere avuto un'educazione accademica. A Monaco studiò con Ludwig Michael Schwanthaler e si trasferì a Vienna nel 1840: qui ottenne dal governo austriaco di stabilire una fonderia per opere d'arte, che fino ad allora venivano fuse a Monaco, Norimberga e a Lauchhammer, e ne assunse la direzione. Le principali opere del Fernkorn sono: la statua equestre di San Giorgio in lotta col drago a Zagabria; il Leone colossale di Aspern; il monumento al Principe Eugenio di Savoia a Vienna. Eresse monumenti anche a Lubiana e in altre provincie dell'Impero asburgico. Von Fernkorn visse gli ultimi anni rinchiuso in una casa di cura per persone malate di mente.